# Ideiglenes Nemzetgyűlés
Ideiglenes Nemzetgyűlés: a Magyarország szovjet hadsereg által megszállt területéről összegyűlt országos törvényhozó testület, amely 1944. december 21-én Debrecenben, a Református Kollégium Oratóriumtermében ült össze.

## Előzmények
Sztálin kívánságára hozták létre, a hadszíntérré vált ország viszonyai közepette szükségképp hevenyészett módon. Az Ideiglenes Nemzetgyűlés Előkészítő Bizottságának megalakítását a december 12-én Moszkvából Debrecenbe érkező politikusok  kezdeményezték. A Bizottság két nappal később meg is alakult, elkészítette a választási tervet és „A Magyar Néphez” címmel kiáltványt fogadott el.
A kiáltvány felhívta a nemzeti bizottságokat, önkormányzati szerveket, a különböző érdekvédelmi szervezeteket és egyesületeket hogy vegyenek részt a választásokon, megfelelő jogszabályok híján azonban csak a szovjetek bevonulása után felálló, a kommunisták befolyása alatt álló nemzeti bizottságok vettek részt az előkészítésben. A képviselők kijelölésében így mintegy másfél millió ember vett részt valamilyen módon a választásokon, pedig az ország lakosságának több mint a fele, közel ötmillió ember élt a szovjetek által már megszállt területeken.
Az Ideiglenes Nemzetgyűlés 231 tagját különböző pártok képviselőiből és pártonkívüliekből népgyűlések delegálták a valódi népképviselet alkotmányos megvalósítására alkalmatlan módszerekkel.

## Ülése és következményei
Elnöke Zsedényi Béla pártonkívüli miskolci jogakadémiai tanár lett,  alelnökei Juhász Nagy Sándor pártonkívüli debreceni jogakadémiai tanár és Sántha Kálmán ugyancsak pártonkívüli, debreceni egyetemi tanár, idegorvos.

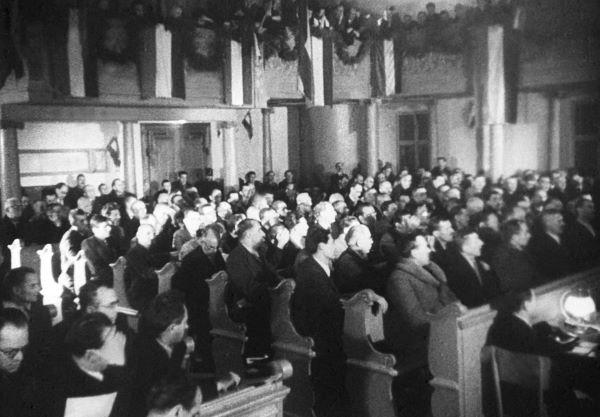
Ülésezik az Ideiglenes Nemzetgyűlés Debrecenben, 1944. december 21.

December 22-én az „Ideiglenes Kormány megalkotása céljából” az Ideiglenes Nemzetgyűlés 23 tagú Politikai Bizottságot választott. (Ennek összetétele: 5 kisgazdapárti, 4-4 kommunista és szociáldemokrata, 3 nemzeti parasztpárti, 2 polgári demokrata párti és 5 pártonkívüli képviselő volt.) Még aznap megalakult a Dálnoki Miklós Béla vezette Ideiglenes Nemzeti Kormány.
A Nemzetgyűlés legfontosabb alkotása az új választójogi törvény (1945. VIII. törvény) volt. A testület az 1945-ös nemzetgyűlési választás után feloszlott.

## Összetétele
Az Ideiglenes Nemzetgyűlés tagjait túlnyomórészt a korábban a Magyar Nemzeti Függetlenségi Frontba tömörült öt párt delegálta:
A kezdetben 231 tagú testület összetétele a következő volt:
- Magyar Kommunista Párt (90 tag)
- Független Kisgazdapárt (56 tag)
- Szociáldemokrata Párt (43 tag)
- Nemzeti Parasztpárt (16 tag)
- Polgári Demokrata Párt (13 tag)
- Pártonkívüli (12 tag)

A nemzetgyűlés valójában nem működött: 1944. december 21-i összehívását követően 1945 szeptemberéig (szinte az nemzetgyűlési választás előestéjéig) nem is ült össze. Így nem sok gyakorlati jelentősége volt annak, hogy a  szovjet hadsereg előrenyomulásával 1945. április 2-án, illetve július 24-én 488 főre egészítették ki, miközben a pártarányok alapvetően változatlanok maradtak. (Először 108 budapesti, majd 160 dunántúli, salgótarjáni és Zemplén megyei képviselőt adtak hozzá).

## Hatásköri zűrzavar
A kormány felügyeletét, mivel az ideiglenes Nemzetgyűlés tulajdonképpen nem ülésezett, az Ideiglenes Nemzetgyűlés Politikai Bizottsága látta el, felhatalmazás nélkül kezébe véve azoknak a jogköröknek jórészét, amelyek a nemzetgyűlést kellett volna, hogy megillessék. Ez nevezte ki a nemzetgyűlés bizottságait is (az Alkotmányjogi, Földbirtok-politikai, Gazdasági, Mentelmi és Véderő Bizottságokat). A Politikai Bizottság elnöke az Ideiglenes Nemzetgyűlés elnöke volt. A Bizottság összetétele azonban a politikai erőviszonyoknak megfelelően változott. Önmagát „kis nemzetgyűlésnek, szuverén nemzetgyűlést helyettesítő szervnek” tartotta.
December 22-én a Nemzetgyűlés a Politikai Bizottság javaslatára a korábbi államfői kinevezési jogokat az Ideiglenes Nemzetgyűlés háromtagú Elnökségére, a miniszterelnökre és a szakminiszterekre ruházta. (A jogkörök kiterjedtek a politikai államtitkárokra, a Magyar Királyi Kúria, a Közigazgatási Bíróság, a Legfőbb Állami Számvevőszék elnökeire, a tábornokokra, illetve a Politikai Bizottság javaslata esetlegesen új miniszterelnök kinevezésére.)
A Politikai Bizottság és az Ideiglenes Nemzeti Kormány 1945. január 26-án Nemzeti Főtanács létrehozásáról rendelkezett és ezzel az alkotmányos viszonyok még áttekinthetetlenebbé váltak. Ennek tagja lett a nemzetgyűlés és a kormány elnöke – Zsedényi Béla, illetve Dálnoki Miklós Béla. A Politikai Bizottság később, 1945. március 12-én a Nemzeti Főtanács tagjává választotta Gerő Ernőt is (1945. május 15-én Révai József váltotta). A Főtanács a kormány és a miniszterelnök kinevezési jogkörét meghaladó jogkörrel rendelkezett, kinevezhette és felmenthette a  kormány tagjait és amnesztia kivételével kegyelmet gyakorolhatott. A későbbiekben tagjai kicserélődtek: Nagy Ferenc házelnök, Tildy Zoltán miniszterelnök és a kommunista Rákosi Mátyás lettek a tagok.
1945. július 21-én a Főtanács át is alakította a kormányt: Faragho Gábor közellátási miniszter helyébe a szociáldemokrata Ries István, a Független Kisgazdapárt jobboldali szárnyához tartozó Vásáry István pénzügyminiszter helyébe pedig a szintén kisgazdapárti Oltványi Imre került.

## Külső hivatkozások
- Az Ideiglenes Nemzetgyűlés szózata a magyar néphez 1944. december 21-én
- 1954. évi XI. törvény az Ideiglenes Nemzetgyűlés történelmi jelentőségének törvénybe iktatásáról